# Ґреґорі (округ, Новий Південний Уельс)
Ґреґорі — один із 141 кадастрових округів Нового Південного Вельсу. Окреслений річкою Боґан на заході, і включає в себе район на північний схід від Нінґана. Вона включає в себе Природний заповідник боліт Макквері й місто Квембон. Округ був названий на честь видатного мандрівника й топографа Австралії Сера Чарльза Авґустуса Ґреґорі (1819–1905).